# Вітроенергетика Хорватії

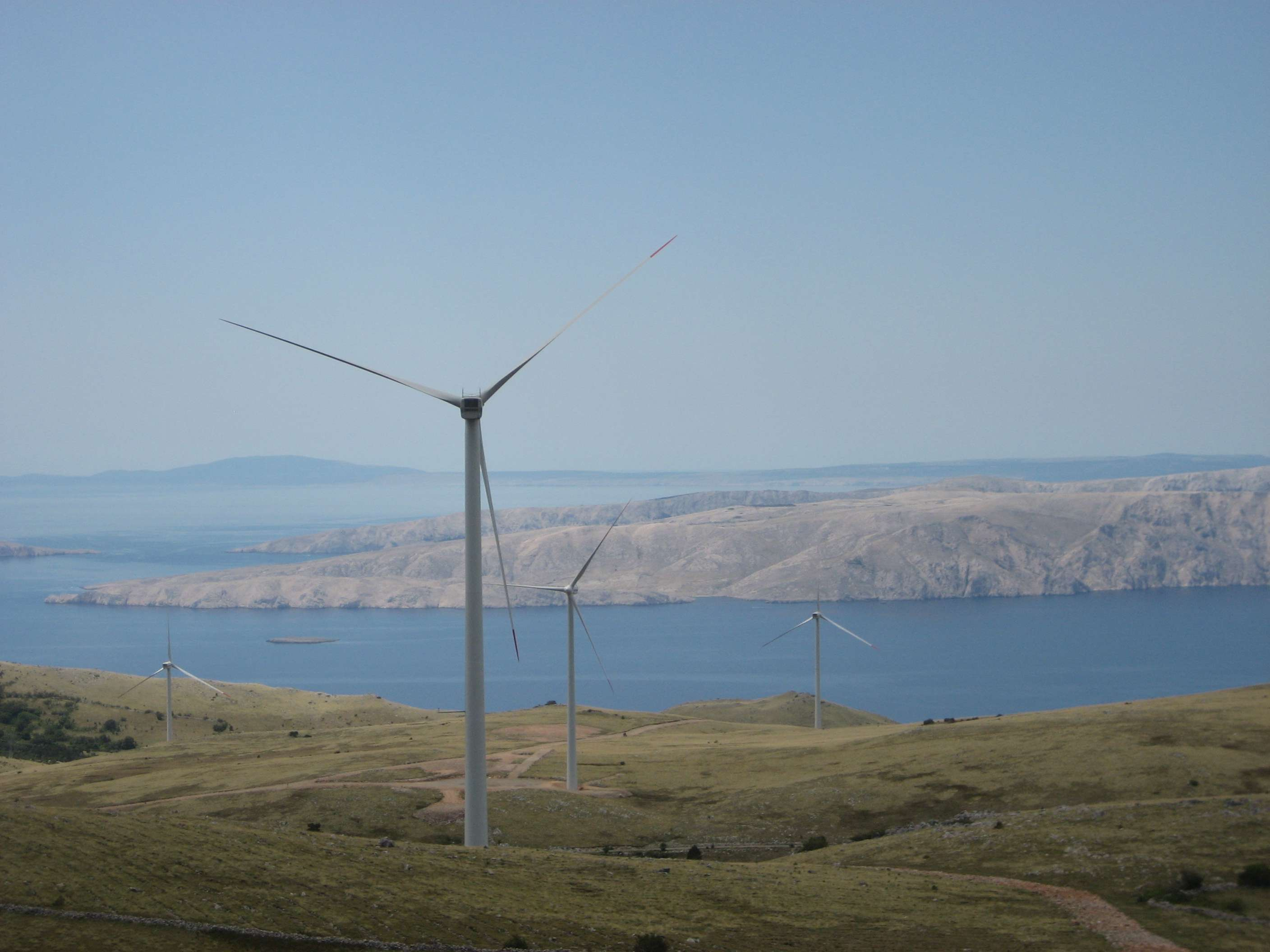
Вітрова електростанція Вратаруша поблизу Сеня.

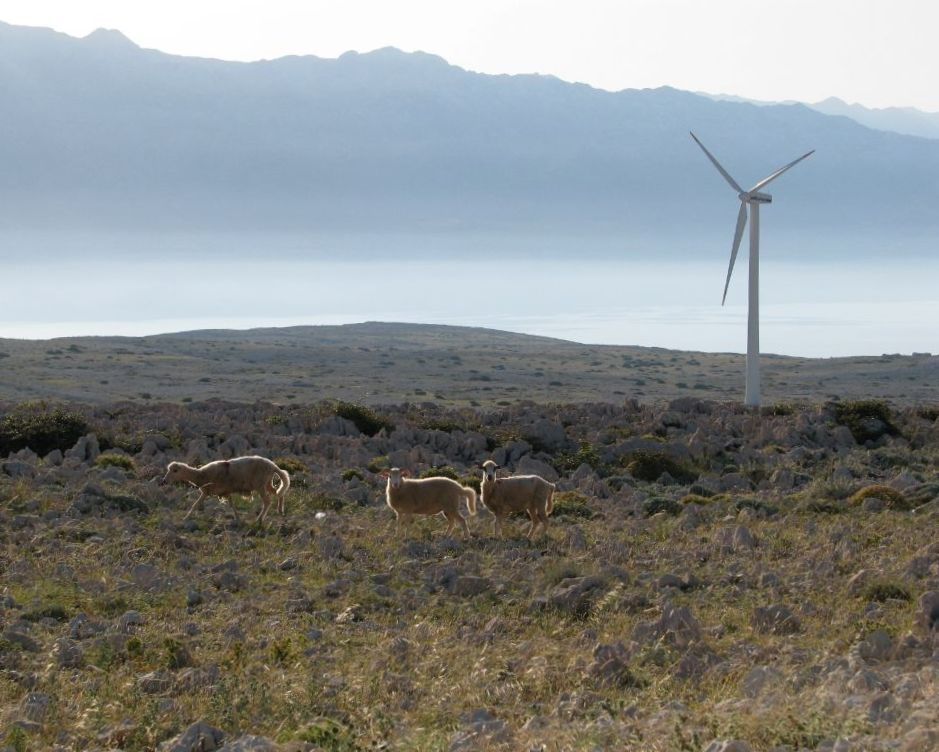
Вітрова електростанція Равне 1 на острові Паг.

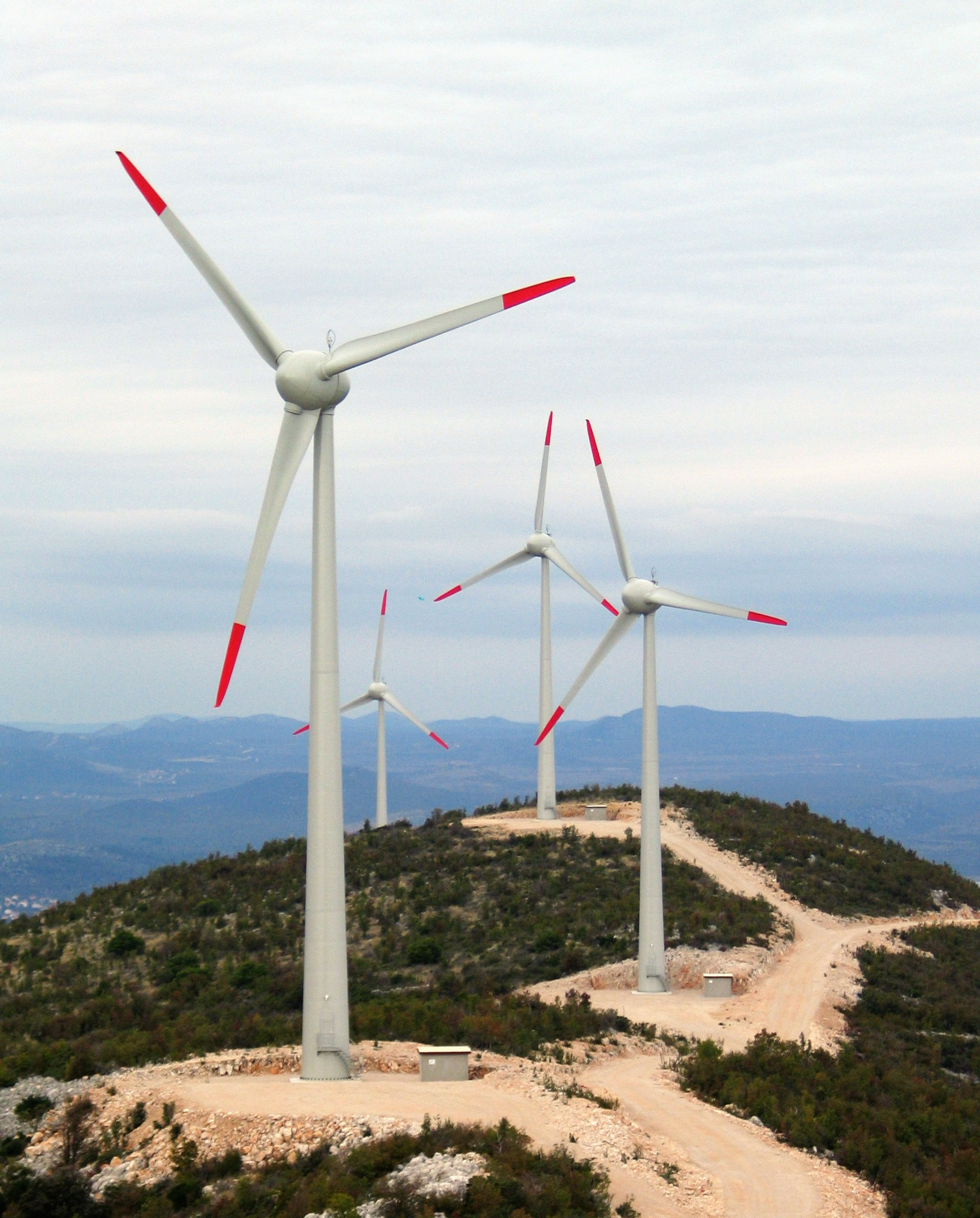
Вітрова електростанція Тртар-Кртолін.

Вітроенергетика Хорватії почала розвиватися 1988 року, коли корпорація Končar побудувала перший вітрогенератор у верфі Уляник, який і нині працює, але потім призупинила розвиток цієї галузі. Нещодавно Končar створила свій перший прототип сучасних вітрових турбін поблизу Спліта і намагається наздогнати інших відомих виробників вітрових турбін.
Беручи до уваги характеристики вітрів на території Хорватії, можна зробити висновок про те, що країна має досить багато областей, які придатні для будівництва вітрових електростанцій. Вимірювання специфічних характеристик вітру (швидкість, напрям, частота) показали, що сприятливим районом для розвитку вітроенергетики є середземноморське узбережжя Хорватії. Перший хорватський вітропарк побудований саме в цій області.
Найбільшу зацікавленість у вітроенергетичних проектах дотепер проявили жупанії: Задарська, Шибеницько-Книнська, Сплітсько-Далматинська і Дубровницько-Неретванська.

## Побудовані вітряні електростанції
Станом на червень 2014 року в Хорватії в роботі перебувало 12 вітрових електростанцій, які постачали  електроенергію в хорватську електричну мережу. Загалом в роботі було 148 вітрогенераторів, загальна встановлена потужність яких становила 280 МВт, а за рік вони виробляли загалом 810 ГВт⋅год електроенергії. Для порівняння ТЕС Пломін має потужність 330 МВт і поставляє щорічно близько 2173 ГВт⋅год електроенергії. 
| Вітрова електростанція | Встановлена потужність (МВт) | Жупанія                   | Річне виробництво (ГВт⋅год) | Кількість вітрогенераторів та їхні моделі            | Рік запуску  | Посилання |
| ---------------------- | ---------------------------- | ------------------------- | --------------------------- | ---------------------------------------------------- | ------------ | --------- |
| ВЕ Даніло              | 43.7                         | Шибеницько-Книнська       | 100                         | 19 × Enercon E-82 – 2.3 MW                           | 2014.        | [ 2 ]     |
| ВЕ Вратаруша           | 42                           | Ліцько-Сенська            | 125                         | 14 × Vestas V90 - 3 MW                               | 2011.        | [ 3 ]     |
| ВЕ Каменсько-Воштане   | 40                           | Сплітсько-Далматинська    | 114                         | 14 × Siemens SWT-3.0-101 – 3 MW                      | 2013.        | [ 4 ]     |
| ВЕ Брушка              | 36.8                         | Задарська                 | 122                         | 16 × Siemens SWT-93 - 2.3 MW                         | 2012.        | [ 5 ]     |
| ВЕ Понікве             | 36.8                         | Дубровницько-Неретванська | 122                         | 16 × Enercon E-70 - 2.3 MW                           | 2013.        | [ 6 ]     |
| ВЕ Єлінак              | 30                           | Сплітсько-Далматинська    | 81                          | 20 × Acciona Windpower – 1.5 MW                      | 2013.        | [ 7 ]     |
| ВЕ Тртар-Кртолін       | 11.2                         | Шибеницько-Книнська       | 28                          | 14 × Enercon E-48 - 0.8 MW                           | 2006.        | [ 8 ]     |
| ВЕ Чрно Брдо           | 10                           | Шибеницько-Книнська       | 27                          | 7 × Leitwind LTW77 – 1.5 MW                          | 2011.        | [ 9 ]     |
| ВЕ Орліце              | 9.6                          | Шибеницько-Книнська       | 25                          | 11 × Enercon (3 x E-48 – 0.8 MW + 8 x E-44 – 0.9 MW) | 2009.        | [ 10 ]    |
| ВЕ Веліка Попіна       | 9.2                          | Задарська                 | 26                          | 4 × Siemens SWT 93 – 2.3 MW                          | 2011.        | [ 11 ]    |
| ВЕ Равне 1             | 6                            | Задарська                 | 15                          | 7 × Vestas V52 – 0.85 MW                             | 2004.        | [ 12 ]    |
| ВЕ Пометено Брдо 1     | 6                            | Сплітсько-Далматинська    | 15                          | 6 × Končar KO-VA 57/1 – 1 MW                         | 2012.        | [ 13 ]    |
| Загалом                | 280.5                        |                           | 810                         | 148                                                  | липень 2014. |           |

### Вітрова електростанція Равне 1, Паг
Вітрова електростанція Равне 1 побудована на пагорбі на острові Паг. Складається з семи вітрогенераторів, які встановила компанія "Adria Wind Power". Увійшла в експлуатацію в серпні 2004 року як перший комерційний проект використання енергії вітру у виробництві електроенергії в Хорватії. Загальна встановлена потужність становить 5,95 МВт, а потужність окремих вітрогенераторів по 850 кВт. Висота вежі кожної турбіни становить 49 м, а діаметр роторів - 52 м. Середньорічна швидкість вітру становить близько 6,4 м/с.
Для реалізації цього проекту знадобилось сім років. Саме будівництво тривало лише чотири місяці, але підготовка була дуже довгою. Перші роботи розпочалися 1998 року з встановлення вимірювальних приладів для контролю швидкості і напряму вітру в цій місцевості. Вимірювання підтвердили, що острів Паг придатний для будівництва вітрової електростанції, а також те, що система буде забезпечувати оптимальні результати. Виміряна середньорічна швидкість вітру від 6 до 6,5 м/сек виявилася достатньою для комерційного виробництва електроенергії, а тести підтвердили, що Паг має близько 1600 годин вітру на рік.

### Вітрова електростанція Тртар-Кртолін, Шибеник
Вітрова електростанція Тртар-Кртолін розташована неподалік від Шибеника уздовж шосе Шибеник - Спліт. Увійшла в експлуатацію в червні 2006 року. Складається з 14-ти вітрогенераторів Enercon E-48 потужністю 800 кВт, загальна встановлена потужність 11,2 МВт. Діаметр лопатей вітрових турбін становить 48 метрів, а висота веж - 50 метрів. 2007 року електростанція виробила близько 28 ГВт⋅год електроенергії 
Власником електростанції і основним інвестором проекту є хорватська компанія, яка є дочірнім підприємством німецького виробника вітряних турбін EnerSys. Загальний обсяг інвестицій склав 12,5 млн євро.

### Вітрова електростанція Орліце, Шибеник
Вітрова електростанція Орліце увійшла в експлуатацію в грудні 2009 року. Складається з 11 вітрових турбін фірми Enercon: 3 Enercon E-48 номінальною потужністю 800 кВт кожна і 8 E-44 номінальною потужністю 900 кВт кожна. Загальна встановлена потужність електростанції становить 9,6 МВт. Діаметр лопатей вітрових турбін становить 48 і 44 метрів, вежі заввишки 50 метрів. Забезпечує виробництво близько 25 ГВт⋅год електроенергії на рік.

### Вітрова електростанція Чрно Брдо, Шибеник
Вітрова електростанція Чрно Брдо розташована неподалік від Шибеника, а також поблизу двох інших вітрових електростанцій Тртар-Кртолін і Оліце. Увійшла в експлуатацію влітку 2011 року. Підключений до електричної мережі HEP-ODS. Складається з 7 вітрових турбін Leitwind LTW77, потужністю 1,5 МВт кожна. Через обмеження навантаження на виході розподільчої мережі загальна потужність електростанції обмежена 10 МВт. Діаметр лопатей вітрових турбін становить 77 м, висота вежі 80 м. Прогнозований річний обсяг виробництва електроенергії понад 27 ГВт⋅год.

### Вітрова електростанція Вратаруша, Сень
Вітрова електростанція Вратаруша розташована поблизу міста Сень на схилах Велебіта неподалік від перевалу Вратнік. Побудована 2009 року, але працює на повній потужності від січня 2011 року, після отримання всіх необхідних дозволів і тривалого періоду пробної експлуатації. Це перша і єдина вітрова електростанція в Хорватії, що підключена розподільчої мережі напругою 110 кВ. Він складається з 14 вітрових турбін Vestas V90 з індивідуальної номінальною потужністю 3 МВт кожна. Діаметр лопатей вітрових турбін становить 90 метрів, висота веж 80 метрів.

### Вітрова електростанція Веліка Попіна, Ґрачац
Вітрова електростанція Веліка Попіна розташована в муніципалітеті Ґрачац. Увійшла в експлуатацію в січні 2011 року. Складається з 4 вітрових турбін Siemens SWT 93 потужністю 2,3 МВт кожна. Її загальна встановлена потужність сягає 9,2 МВт. Запланований річний обсяг виробництва - 26 ГВт⋅год. Будівництво електростанції коштувало 16 млн євро.

### Вітрова електростанція Брушка, Бенковац
Вітрова електростанція Брушка je vjetroelektrana koja se ustvari vodi kao dvije vjetroelektrane - VE ZD2 i VE ZD3, svaka snage 18.4 MW, ukupno 36.8 MW. Nalazi se u blizini mjesta Bruška, sjeveroistočno od Benkovca, na oko 600 metara nadmorske visine. Status povlaštenog proizvođača električne energije ova vjetroelektrana dobila je 14. veljače 2012., a priključena je na prijenosnu mrežu HEP-OPS-a. Sastoji se od 16 vjetroagregata Siemens SWT-93, pojedinačne snage 2.3 MW, što ukupno čini 36.8 MW. Promjer lopatica vjetroagregata je 93 metra, a zbog posebno ugrađenih krilaca na svakom krilu, nema gotovo nikakve buke. Godišnje se predviđa proizvodnja od 122 GWh. To je dovoljno struje za 40 tisuća kućanstava ili dvije trećine Zadarske županije.

### Вітрова електростанція Пометено Брдо, Dugopolje
Вітрова електростанція Пометено Брдо projekt je na kojem su po prvi puta korišteni vjetroagregati koji su proizvedeni i dizajnirani u Hrvatskoj, odnosno vjetroagregati tvrtke Končar. Vjetroelektrana se nalazi kraj Konjskog, u blizini Dugopolja. Ukupno je postavljeno 16 vjetroagregata snage 17.5 MW. Riječ je o 15 vjetroagregata Končar KO - VA 57/1 snage 1 MW i jednog novog Končarovog vjetroagregata K 80 snage 2.5 MW, čime se prati svjetski trend ponude sve snažnijih i učinkovitijih vjetroagregata. U izgradnji vjetroelektrane sudjelovale su uglavnom hrvatske tvrtke, odnosno 14 tvrtki Končara i 15 kooperanata iz Hrvatske.Vjetroagregat KO-VA 57/1 ima snagu od 1 MW, promjer rotora od 57 metara, a radi na brzinama vjetra od 2.5 m/s što je ujedno i brzina vjetra pri uključivanju, pri čemu nazivnu snagu ostvaruje kod vjetra brzine 12 m/s. Veći vjetroagregat, K 80 ima snagu 2.5 MW, promjer rotora od 92 metra, brzina vjetra pri uključivanju je kao i kod modela KO - VA 57/1,odnosno 2.5 m/s, dok nazivnu snagu ostvaruje na brzinama vjetra od 12.5 m/s.
Procijenjena godišnja proizvodnja iznosi 30,083 GWh električne energije dok su investicijski troškovi iznosili 28 milijuna eura. 

### Вітрова електростанція Понікве, Ston
Вітрова електростанція Понікве se nalazi na poluotoku Pelješcu, u mjestu Ponikve kraj Stona i prva je vjetroelektrana sagrađena u Dubrovačko-neretvanskoj županiji. VE Ponikve je svečano otvorena 17. svibnja 2013. Vjetroelektrana Ponikve ima instaliranu snagu 36.8 MW, a koristi 16 Enerconovih E - 70 vjetroagregata snage 2.3 MW. Devet od tih vjetroagregata je na visini osi od 64 metra, a sedam na 85 metara. Promjer rotora iznosi 70 metara.
Cjelokupna investicija iznosila je 46 milijuna eura. Godišnja proizvodnja njezinih 16 vjetroagregata može zadovoljiti potrebe za 26 tisuća kućanstava. 

### Вітрова електростанція Єлінак, Trogir
Вітрова електростанція Єлінак je vjetroelektrana na na predjelu Blizna-Bristivica u trogirskom zaleđu (na području Općine Marina i Općine Seget), ima instaliranu snagu 30 MW, sastoji se od 20 vjetroagregata tehnologije Acciona Windpower (svaki snage 1.5 MW). Planira se da će vjetroelektrana Jelinak godišnje proizvoditi 81 milijun KWh električne energije, što bi pokrivalo potrebe oko 30 000 kućanstava. Gradnja je  započela početkom ožujka 2012., a dovršena je krajem studenog 2012. Novina je da je investitor vlastitim sredstvima izgradio 110 kV trafostanicu s priključcima, a koja je priključena direktno na elektroenergetsku mrežu u vlasništvu HEP OPS, koji je i nadzirao postupak izgradnje. Izgradnjom priključne trafostanice 110 kV TS Jelinak omogućio se nesmetan i siguran priključak u elektroenergetski sustav u srpnju 2013.

### Вітрова електростанція Каменсько-Воштане, Trilj
Вітрова електростанція Каменсько-Воштане je izgrađena na području Grada Trilja u Splitsko-dalmatinskoj županiji. 15. srpnja 2013. Predsjednik Republike Hrvatske Ivo Josipović je uz prigodnu svečanost u pogon pustio vjetroelektranu Kamensko (ST1-2) snage 20 MW s pripadajućom trafostanicom Voštane 20/110 kV i priključnim dalekovodom 2 × 110 kV. Na istu trafostanicu također je već spojena i vjetroelektrana Voštane (ST1-1) snage 20 MW, koja je uspješno prošla tehnički pregled, pa se također očekuje njezino skoro puštanje u pogon (kolovoz 2013.). Očekuje se da će, kada i druga vjetroelektrana bude bila puštena u trajni pogon, njihova ukupna proizvodnja iznositi 114 GW h električne energije godišnje, što bi trebalo zadovoljiti potrebe za oko 38 000 kućanstava.

### Вітрова електростанція Даніло, Шибеник
Вітрова електростанція Даніло ili VE Danilo je vjetroelektrana izgrađena u blizini sela Danilo u Šibensko-kninskoj županiji. VE Danilo se nalazi oko 15 kilometara od obale Jadranskog mora i grada Šibenika. Svih 19 vjetroagregata ENERCON E-82 (svaki pojedinačne snage 2.3 MW), s ukupnom instaliranom snagom od 43.7 MW, proizvodit će oko 100 GWh električne energije godišnje, te obnovljivom energijom opskrbljivati oko 22 000 kućanstava u Hrvatskoj. Nakon službenog završetka testiranje pogona vjetroelektrane Danilo (Velika Glava, Bubrig i Crni Vrh), vjetroelektrana je puštena se u rad 7. lipnja 2014.

## Planirane vjetroelektrane

### Vjetroelektrana Glunča, Šibenik
Vjetroelektrana Glunča u blizini Šibenika trebala bi imati vjetroagregate Siemens i to SWT-93 2,3 MW. Ukupno bi se trebali postaviti 10 vjetroagregata, a instalirana snaga bi trebala iznositi 23 MW. Iako su radovi na VE Glunča započeli, pitanje je da li će se dovršiti budući da je HEP - OPS u lipnju 2013. ažurirao listu vjetroelektrana za priključenje na elektroenergetsku mrežu te je budućnost ovog projekta postala još neizvjesnija. 

### Vjetroelektrana Rudine, Slano
Investitori u prvu vjetroelektranu u Hrvatskoj - Ravne 1 na otoku Pagu, tvrtka Adria Wind Power kreće u izgradnju svoje druge vjetroelektrane ukupne snage 27,6 MW u prvom koraku. Vjetroelektrana Rudine će se nalazi u blizini Slanoga u Dubrovačko-neretvanskoj županiji, a bit će postavljeno 12 Enercon E82 vjetroagregata pojedinačne snage 2,3 MW. VE Rudine zbog problema s dozvolama još nije spremna za gradnju, te se trenutno nalazi i na HEP-ovoj listi vjetroelektrana koje nisu ušle u kvotu. Iako do sada nije poznato kada će se ova vjetroelektrana početi graditi, početak gradnje se ipak može očekivati u sljedećih godinu dana.

### Vjetroelektrana Mravinjac, Dubrovačko primorje
Vjetroelektrana Mravinjac će ukupno imati instalirane snage do 87 MW, u Dubrovačko-neretvanskoj županiji, na području općine Dubrovačko primorje i grada Dubrovnika.  Vjetroelektrana Mravinjac planirana je idejnim rješenjem kako slijedi:
- 29 vjetroagregata (svaki do 3 MW) s odgovarajućom trafostanicom i platoom,
- trafostanica 30(20)/110 kV sa zgradom SN postrojenja,
- podzemni elektroenergetski kabelski rasplet za povezivanje vjetroagregata,
- pristupne ceste od postojećeg puta do posljednjeg vjetroagregata.

Prostor planiranog zahvata se nalazi u zaleđu Općine Dubrovačko primorje, uz lokalnu cestu koja od Slanog vodi prema Orašcu, između mjesta Riđica i Mrčevo. Od mjesta Slanoga lokacija je udaljena 7 – 8 km zapadno, a od Dubrovnika oko 50 km u smjeru sjeverozapada. Položaj se nalazi na području sljedećih katastarskih općina: Majkovi gornji, Majkovi donji i Mravinjac. Nositelj zahvata je tvrtka Vjetroelektrana Mravinjac d.o.o. 

### VE Zelengrad
Vjetroelektrana koja bi se uskoro trebala početi graditi je i VE Zelengrad u blizini Obrovca, a nositelj ovog projekta je tvrtka Eko-Energija d.o.o. u vlasništvu jedne tvrtke iz Luksemburga. Snaga ove vjetroelektrane trebala bi biti 42MW, a sastojala bi se od 14 V - 90 vjetroagregata snage 3 MW tvrtke Vestas. Vjetroelektrana bi trebala ući u pogon u drugom kvartalu 2014. te bi trebala proizvoditi više od 110.000 MWh električne energije godišnje što bi trebalo biti dovoljno za opskrbu 31.000 kućanstava u Hrvatskoj. 

### VE Ogorje
Na HEP-ovoj listi vjetroelektrana koje su ušle u kvotu je i VE Ogorje, nositelj koje je tvrtka Aiolos Projekt d.o.o. u privatnom vlasništvu, a instalirana snaga bi trebala biti 44 MW. 